# Aakenusjärvi
Aakenusjärvi är en sjö i Finland. Den ligger i kommunen Kittilä i landskapet Lappland, i den norra delen av landet, 800 km norr om huvudstaden Helsingfors. Aakenusjärvi ligger 224,2 meter över havet. Arean är 1,65 kvadratkilometer och strandlinjen är 5,41 kilometer lång. Sjön  ingår i Kemi älvs huvudavrinningsområde.   
I övrigt finns följande vid Aakenusjärvi:
- Hirvaslaki (en kulle)
- Ruonajärvi (en sjö)